# Gonomyia (Leiponeura) cubana
Gonomyia (Leiponeura) cubana is een tweevleugelige uit de familie steltmuggen (Limoniidae). De soort komt voor in het Neotropisch gebied.